# アレクサンドレ・クヴィタシヴィリ
アレクサンドレ・メラビス・ゼ・クヴィタシヴィリ（グルジア語: ალექსანდრე მერაბის ძე კვიტაშვილი、グルジア語ラテン翻字: Aleksandre Merabis dze Kvitashvili、ウクライナ語: Олександр Мерабович Квіташвілі、1970年10月15日 – ）は、ジョージアおよびウクライナの政治家。ジョージア労働・保健・社会保障大臣（2008年–2010年）、トビリシ国立大学学長（2010年–2013年）、ウクライナ保健大臣（2014年–2016年）などを務めた。サンドロ・クヴィタシヴィリ（Sandro Kvitashvili）表記の場合もある。

## 生い立ちと初期の経歴
1970年にグルジアSSRの首都トビリシで誕生。クヴィタシヴィリは1992年にトビリシ国立大学を卒業し、歴史学の学位を取得。その後アメリカ国務省教育文化局のエドマンド・S・マスキー大学院フェローシッププログラムに参加。ニューヨーク大学のロバート・F・ワーグナー公共政策大学院で学び、1993年に公共マネジメントの修士号を取得。
グレイディ記念病院の財務部および総務部で短期間働いた後、1993年にジョージアへ帰国。国連開発計画、合同メソジスト教会救援委員会、ジョージアのNGO国際基金団体クラティオ、イーストウエスト研究所に参加。アゼルバイジャン、ラトビア、ウクライナ、アルメニア、ギリシャなどに拠点を置くさまざまな国際機関において、教育、医療、社会保障その他の問題に関する顧問を務めた。

## 保健大臣

### ジョージア
2008年1月31日、クヴィタシヴィリは当時のミヘイル・サアカシヴィリ大統領の指名を受け、労働・保健・社会保障大臣に就任。2010年8月31日、「学会からの申し入れ」を理由に大臣を辞任し、2010年9月からトビリシ国立大学の学長代理に就任。その後2010年12月27日に正式な学長に就任、2013年6月12日の辞任まで務めた。

### ウクライナ
2014年12月2日、第2次ヤツェニュク内閣はウクライナの医療制度改革を期待して、クヴィタシヴィリを保健大臣に任命した。また同日、ペトロ・ポロシェンコ大統領はクヴィタシヴィリにウクライナの市民権を与えた。就任に際しクヴィタシヴィリは「私はここ3か月間、ウクライナの改革に尽力したが、この国に対する私の愛ははるかに長い歴史を持つ。私はウクライナへの深い敬意を理由にウクライナ政府で働くという提案に応じた。私はこの素晴らしい国の国民であることを誇りに思っている。」とコメントした。一方、ジョージア首相イラクリ・ガリバシヴィリはこの任命に否定的な反応を示し、「奴はジョージアの医療システムをぶち壊した」と、クヴィタシヴィリを非難した。
2015年7月2日、クヴィタシヴィリはペトロ・ポロシェンコ・ブロックの支持を失い、辞表を提出した。クヴィタシヴィリは「私が辞任することで改革を始動するために必要な法案を可決する手助けになるのならば、去る心構えが出来ている。」と述べた。ウクライナ議会は2015年9月17日、クヴィタシヴィリの辞表を却下した。その後ウクライナ議会は2015年12月22日まで4回、クヴィタシヴィリの辞任を否決した。2015年12月10日、クヴィタシヴィリは放送局ウクライナ・トゥデイのインタビューにおいて、辞任をウクライナ議会が認めてくれないことについて「4回投票が行われたものの、十分な賛成票が集まらなかった。（最初に辞表を出した）7月からも、前と同じ時間、同じ労力で働いている。」と述べた。2016年2月4日、クヴィタシヴィリは辞表を公式に撤回した。2016年4月14日、フロイスマン内閣の発足に伴い、大臣を退任。